# Operación Fuerza Deliberada
La Operación Fuerza Deliberada (en inglés: Operation Deliberate Force) fue una campaña aérea llevada a cabo por la OTAN en 1995 como respuesta a las acciones contra la población civil llevadas a cabo por las fuerzas serbias en Bosnia y el ejército croata durante la Operación Tormenta, en el marco de la fase bosnia de las guerras yugoslavas. 

## Historia

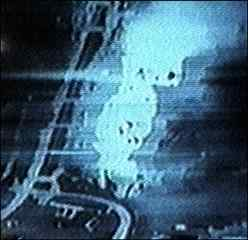
Imagen tomada por un avión estadounidense destruyendo un objetivo Serbobosnio.

Sus objetivos se centraron en debilitar la capacidad militar serbobosnia que amenazaban y atacaban las zonas protegidas por la ONU y designadas como "Zonas Seguras" en Bosnia. Llevada a cabo desde el 30 de agosto hasta el 20 de septiembre de 1995, con la participación de 400 aviones y 5 000 personas entre personal de tierra y pilotos de 15 países diferentes.
Dada la tensión que se vivió tras el derribo de tres cazas de la OTAN por sobrevolar el espacio aéreo controlado por los serbobosnios, la OTAN estuvo a punto de activar la operación Deliberate Force a principios de 1995 (la operación fue aprobada finalmente en julio del mismo año), pero fue la masacre del mercado de Markale, el 28 de agosto de 1995 el punto de inflexión de la crisis.
Durante la campaña se realizaron 3.515 salidas, destruyéndose un total de 338 objetivos. Los aviones participantes operaron desde Italia y desde los portaaviones de los EE. UU. USS Theodore Roosevelt y USS America. El 68 % de las bombas usadas durante la campaña fueron las llamadas bombas inteligentes. La red de defensa antiaérea del ejército serbobosnio, compuesta por aviones y misiles antiaéreos, nunca fue una gran amenaza para el desarrollo del conjunto de operaciones llevadas a cabo, pues en más de tres mil quinientas operaciones, solo un Mirage 2000 francés fue derribado por un misil el 30 de agosto de 1995.
Las fuerzas serbobosnias llegaron a usar como escudos humanos en puntos clave a 370 cascos azules del operativo (UNPROFOR), a principios de la operación, pero esta continuó.
Los ataques aéreos incrementaron la presión internacional sobre Slobodan Milošević y la República Federal de Yugoslavia para tomar parte en las negociaciones que dieron como resultado los Acuerdos de Dayton.

## Participación española
De acuerdo con las resoluciones 816, 836 y 958 del Consejo de Seguridad de la ONU se constituye el destacamento del Ejército del Aire que se incorpora a la Operación Deny Flight el día 24 de noviembre de 1994, considerándose plenamente operativo el primero de diciembre de 1994.
Ocho cazabombarderos F-18 del entonces Ala 15,en la actualidad Ala 15, dos C-130 Hércules del Grupo 31, en la actualidad Ala 31, y cerca de 240 personas se desplazan a la Base italiana de Aviano en fases sucesivas que culminaron el 28 de noviembre de 1994, día en que se celebra la ceremonia oficial de despedida del destacamento en la Base Aérea de Zaragoza. El despliegue se denominó "Operación Ícaro".
Así, desde el 30 de agosto al 14 de septiembre de 1995, los EF-18A+ españoles realizaron unas 130 salidas, lanzando más de un centenar de bombas guiadas por láser modelos GBU-10 y GBU-16, dos misiles AGM-88 HARM y múltiples bombas convencionales BR-250 y BR-500. Estas fueron las primeras operaciones bélicas de aviones del Ejército del Aire en Europa desde 1939. Para ese entonces estaban desplegados los EF-18A+ del Ala 12 de Torrejón, aunque dos cazas de Zaragoza llegaron a participar en misiones de supresión de defensas antiaéreas serbias.